# Kiedrzyn (Częstochowa)
Kiedrzyn – dzielnica Częstochowy położona w północnej części miasta przy drogach na Łask i Działoszyn.

## Historia
Zanim Kiedrzyn stał się w wyniku procesów urbanizacyjnych dzielnicą Częstochowy, był osobną, niewielką miejscowością istniejącą co najmniej od wieku XV. Jako wieś królewską zapisał go Jan Długosz w powstałej w latach 1470–1480 księdze Liber beneficiorum dioecesis Cracoviensis. Gniazdo rodu Kiedrzyńskich herbu Ostoja. 
Po rozbiorach Polski wieś znalazła się w zaborze rosyjskim. W XIX-wiecznym Słowniku geograficznym Królestwa Polskiego miejscowość wymieniona jest jako wieś i folwark w powiecie częstochowskim w parafii Częstochowa. W 1827 roku we wsi było 18 domów, w których mieszkało 190 mieszkańców. Pod koniec wieku XIX wieś liczyła już 57 domów zamieszkiwanych przez 376 mieszkańców i liczyła 483 morgi powierzchni. Folwark natomiast miał 6 domów zamieszkiwanych przez 73 mieszkańców i liczył 1196 mórg w tym 686 ziemi ornej.
W XIX wieku Kiedrzyn był majątkiem należącym do Władysława Kierzkowskiego herbu Krzywda. Towarzystwo Kredytowe Ziemskie podawało, że rozległość posiadanego przez nich folwarku wynosiła w sumie w 1866 roku 1255 mórg w tym: 613 gruntów ornych oraz ogrodów, 28 mórg łąk, 472 morgi lasu, 110 mórg zarośli, 32 nieużytki i place, oraz 635 innych.
Pierwsza szkoła powszechna powstała w 1900 roku, pod zaborem rosyjskim.

### II wojna światowa
Na terenie Kiedrzyna znajdują się polskie schrony wykorzystywane w wojnie obronnej 1939 roku. 2 września na Kiedrzynie toczyły się walki pomiędzy polskim 27 Pułkiem Piechoty i niemiecką 1 Dywizją Pancerną, będące jednym z fragmentów walk o Częstochowę. W sumie broniący się w schronach i na stanowiskach artyleryjskich Polacy zniszczyli ponad 40 niemieckich czołgów i samochodów pancernych.

### Okres powojenny
Kiedrzyn przyłączony został do miasta 1 stycznia 1977 roku. Celem włączenia dawnej wsi w granice miejskie było zwiększenie ogólnej liczby mieszkańców Częstochowy (celem było przekroczenie liczby 200 tys. mieszkańców, co miałoby świadczyć o postępowej urbanizacji). Równocześnie z przyłączeniem do Częstochowy zaczęła działać w Kiedrzynie komunikacja miejska. Pierwszą linią autobusową była linia 50, zmieniona wkrótce na 21, a od sierpnia 2011 roku zastąpiona przez 13.
Na początku 2006 Kiedrzyn stał się najdroższą dzielnicą Częstochowy pod względem cen gruntów pod budowę domów. Powstają tam nowe ekskluzywne osiedla na uboczu dróg głównych. Charakterystycznym obiektem dzielnicy jest kościół św. Brata Alberta Chmielowskiego w kształcie olbrzymiego namiotu.
Funkcjonuje w dzielnicy także klub sportowy Orzeł Kiedrzyn, a od roku 1922 Ochotnicza Straż Pożarna. W dzielnicy znajdują się dwa kościoły, które są siedzibami parafii św. Andrzeja Boboli i parafii św. Brata Alberta Chmielowskiego.
Kiedrzyn słynął i nadal słynie z uprawiania kwiatów. Prawie każde gospodarstwo posiada swoje cieplarnie. 

## Komunikacja miejska
Dzielnica jest skomunikowana z centrum miasta dzienną linią autobusową 13,16 natomiast po ulicach stanowiących granicę z dzielnicą Północ kursują dzienne linie autobusowe 22, 24, 25 i 29.